# هارالسون
هارالسون یک رقم سیب متوسط و مخروطی شکل است.

## مشخصات
این سیب رنگ قرمز و منفذهای بزرگ نسبتاً آشکار دارد. سیب‌های هارالسون ترد و آبدار بوده و مزهٔ تندی دارند. برای مصرف خام، پختن مناسب هستند و انتخابی عالی برای درست کردن پای به شمار می‌روند. پوست آن سفتی متوسط و ساقهٔ آن هم اندازهٔ متوسط دارد.

## پیش زمینه
سیب هارالسون توسط مرکز پژوهشی باغبانی و گل‌کاری مینه سوتا در ۱۹۲۲ معرفی شد. این سیب را به افتخار سرپرست مزرعهٔ پرورش میوهٔ دانشگاه مینه سوتا نامگذاری شد.